# Slag bij Westport
De Slag bij Westport vond plaats op 23 oktober 1864 in Jackson County, Missouri tijdens de Amerikaanse Burgeroorlog. De Zuidelijke strijdkrachten onder leiding van generaal-majoor Sterling Price werden beslissend verslagen door de Noordelijke strijdkrachten aangevoerd door generaal-majoor Samuel R. Curtis. Price trok zich daarna terug. Dit was de laatste grote Zuidelijke aanval ten westen van de Mississippi.

## Achtergrond
In de herfst van 1864 had generaal-majoor Sterling Price de opdracht gekregen van luitenant-generaal Edmund Kirby Smith om Missouri te heroveren op het Noorden. Prices eerste doelen waren te sterk verdedigd en trok verder in westelijke richting om de Noordelijke voorraden en buitenposten te veroveren en te vernietigen. De Zuidelijken hoopten dat deze raid ook een negatieve invloed zou hebben op de herverkiezing van Abraham Lincoln.
Na zijn overwinning bij Glasgow zette Price zijn tocht in westelijke richting verder naar Kansas City en Fort Leavenworth. Zijn opmars verliep echter traag waardoor de Noordelijken extra tijd kregen om de verdediging van Missouri te organiseren. Enerzijds wou generaal-majoor William S. Rosecrans in samenwerking met generaal-majoor Samuel R. Curtis de Zuidelijke troepen in een tangbeweging nemen en vernietigen. Door slechte communcatie werd dit plan niet uitgevoerd. Anderzijds ondervond Curtis ook moeilijkheden. Een groot deel van zijn soldaten waren militietroepen uit Kansas die niet in Missouri wilden vechten.  Het Noordelijke Army of the Border onder leiding van generaal-majoor Samuel R. Curtis had stellingen ingenomen in en rond Westport om de Zuidelijke opmars te stoppen. Ondertussen bedreigde de cavaleriedivisie van generaal-majoor Alfred Pleasonton de Zuidelijke achterhoede.

## De slag
Price was zich bewust van de Noordelijke eenheden die zich voor en achter zich bevonden. Hij besliste om ze een voor een aan te pakken. Price zou eerst de Curtis’ leger aanpakken bij Westport. Price had ook een bijkomend probleem. Hij diende zijn logge bagagetrein van 500 karren in veiligheid te brengen. Na een korte strijd bij Byram’s Ford op 22 oktober 1864 was hij hier in geslaagd en stelde hij de divisie van John S. Marmaduke op om zijn achterhoede te vrijwaren zodat hij zijn handen vrij had voor de aanval op Price. Hiervoor stelde hij de divisies van Shelby en Fagan op. Price hoopte de Noordelijke stellingen in te nemen voor de Noordelijke cavalerie doorbrak waar Marmaduke de oversteekplaats bewaakte.
De Noordelijken hadden defensieve stellingen ingericht langs Brush Creek. Deze stellingen stonden onder leiding van James G. Blunt. Van zijn vier brigades had hij er drie opgesteld. De vierde brigade was onderweg vanuit Kansas City. Ten oosten van Wornall Lane stond de brigade van James Hobart Ford. Ten westen van de laan stond de brigade van Charles R. Jennison met een artilleriebatterij als ondersteuning. Twee cavalerieregimenten vulden het gat naast Jennison. Haaks op de stellingen van Jennison stond de brigade van Thomas Moonlight opgesteld. Moonlight kon vanuit deze positie Jennison ondersteunen of de Zuidelijke linkerflank aanvallen.
Bij het eerste daglicht van 23 oktober nam Blunt het initiatief. Hij stuurde Jennison en Ford naar voren met een lijn scherpschutters om hun opmars te dekken. De Zuidelijke divisies van James O. Shelby en James Fagan hadden het bevel gekregen om de Noordelijken aan te vallen. Shelby voerde een tegenaanval uit tegen de oprukkende Noordelijke brigades. De Iron Brigade van M. Jeff Thompson leidde de aanval. De Zuidelijken dreven de Noordelijken voor zich uit tot over de Creek. Moonlights brigade werd zwaar aangepakt en diende zich terug te trekken naar hoger gelegen terrein ten westen van de Creek. Jennisons brigade trok zich terug tot net voor Westport. Op dit moment in de strijd hadden de Zuidelijken de overhand.
Ondertussen hadden Shelby’s soldaten vrijwel geen munitie meer. Ondertussen arriveerde de vierde brigade van Blunt en hoorde Curtis het kanonvuur bij Byram's Ford. Curtis reed naar voren en nam persoonlijk het bevel op zich om de aanval van de vierde brigade te leiden. De Noordelijken zetten de aanval opnieuw in maar ook deze aanval mislukte. Ze trokken zich terug naar de Noordelijke oever van de Creek.
Curtis zocht nu een zwak punt in de Zuidelijke slaglinie om nieuwe frontale aanval te vermijden. Zijn verkenners rapporteerden dat een lokale boer hun een holle weg hadden getoond die rechtstreeks naar Shelby’s linkerflank liep. Curtis leidde zijn persoonlijke escorte en de 9th Wisconsin Battery door de holle weg. Ondertussen hadden Blunts eenheden zich gereorganiseerd en voerden de druk op de Zuidelijken opnieuw op. Toen opende de 9th Wisconsin het vuur op de Zuidelijke flank en achterhoede. Blunts soldaten chargeerden opnieuw. Toch hield Shelby initieel stand. Na een harde strijd kregen de Noordelijken de overhand. Shelby trok zich terug naar Wornall House.
Ondertussen was de Noordelijke cavalerie aangevoerd door Pleasonton erin geslaagd om door de stellingen van Marmaduke bij Byram’s Ford te breken. Marmaduke trok zich al vechtend terug en vond aansluiting bij Shelby en Fagan. Deze laatsten kregen het zwaar te verduren van Blunts eenheden. Terwijl de Zuidelijken vanuit twee richtingen werden aangevallen, stuurde Pleasonton zijn vierde brigade, aangevoerd door brigadegeneraal John McNeil naar een andere oversteekplaats bij Hickman Mills die verdedigd werd door een Zuidelijke brigade onder leiding van William Lewis Cabell.
De Zuidelijken trokken zich terug naar hun laatste defensieve linie langs de weg ten zuiden van Forest Hill. Ondertussen hadden de Noordelijken 30 kanonnen tegenover 1 Zuidelijk kanon. Shelby stuurde de brigade van Sidney D. Jackman naar de bagagetrein om die in veiligheid te brengen. Maar Price had reeds de bagagetrein verwijderd. Jackman werd echter aangesproken door Fagan die hem op de hoogte bracht van de Noordelijke cavalerie die de Big Blue River overstak. Toen Curtis de aantocht van Pleasonton zag, gaf hij het bevel tot een algemene aanval over het volledige front. De brigades van Blair en Jennison vormden de speerpunt. Shelby had alleen nog de Iron Brigade over om deze aanval tegen te houden. Toen Pleasonton zijn artillerie opstelde, brak ook de Iron Brigade en zetten de soldaten het op een lopen. Prices soldaten staken de graslanden in brand om hun aftocht te dekken
De volgende dag zetten Blunt en Pleasonton de achtervolging in. Ze zouden Price doorheen Kansas en Zuidelijke Missouri achter na zitten. Na de slagen bij Marais des Cygnes, Mine Creek, Marmiton River en Newtonia zou Price en het restant van zijn leger (ongeveer 6.000 soldaten) zich in veiligheid brengen.

## Gevolgen
De slag was een van de grootste confrontaties ten westen van de Mississippi waaraan 30.000 soldaten deelnamen en ongeveer 3.000 slachtoffers vielen. De Noordelijke overwinning betekende het einde van Prices raid. De Noordelijken behielden de controle over Missouri voor de rest van de oorlog. Hoewel Pirce nooit gevangen werd genomen, was zijn leger niet meer in staat om iets uit te richten tijdens het conflict. Dit was de laatste grote Zuidelijke dreiging.

## Aanbevolen lectuur
- Castel, Albert E. General Sterling Price and the Civil War in the West. Baton Rouge: Louisiana State University Press, 1993. ISBN 0-8071-1854-0.
- Lee, Fred L. The Battle of Westport, October 21–23, 1864. Westport Historical Society, 1996. ISBN 0-913504-38-6.